# Gargantuavis philoinos
Gargantuavis philoinos (Гаргантюавіс) — викопний вид птахів, що мешкав у пізньому крейдяному періоду (близько 70 млн років тому). Тісно пов'язаний з Patagopteryx. Викопні залишки виду знайшли в 1998 році в формації Marnes Rouges Inferieures, що знаходиться на півдні Франції.

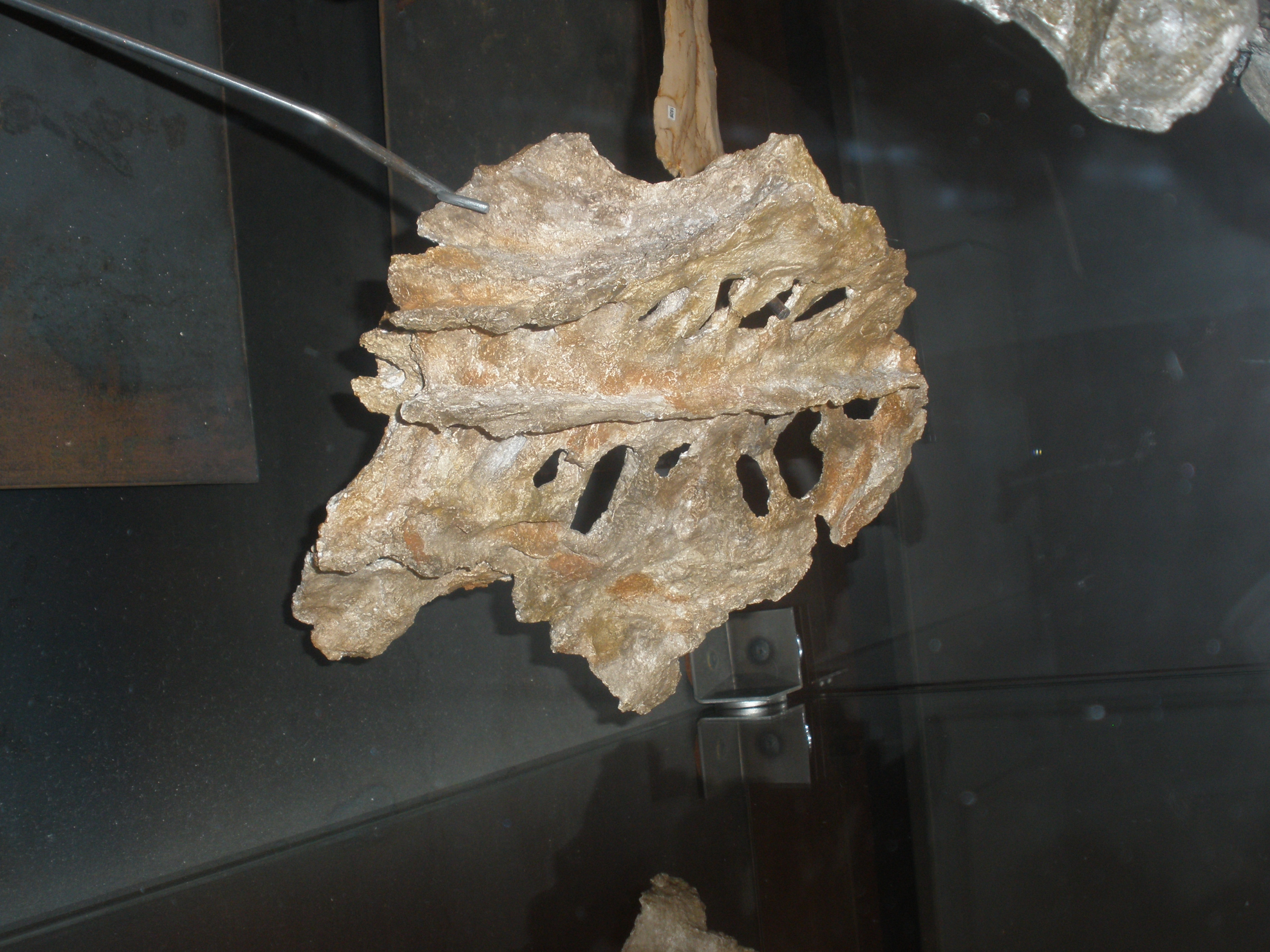
Частина тазової кістки

## Етимологія
Gargantuavis названий в честь велетня Гаргантюа, персонажа роману «Гаргантюа і Пантагрюель» французького письменника Франсуа Рабле. Видова назва — philoinos, означає «любитель вина», посилаючись на область виноградників Лангедок, де були знайдені викопні рештки птаха.

## Опис
Це був великий нелітаючий птах, що вів спосіб життя схожий на сучасних безкілевих (наприклад страусів, ему, казуарів та ін.). Птах досягав висоти африканського страуса, і, можливо, вага перевищувала 140 кілограмів. Звичайно, ця тварина є найбільшим птахів в мезозойську еру. Його відкриття стало несподіванкою, оскільки протягом тривалого часу передбачалося, що в часи, коли мешкали динозаври, великі наземні птахи не могли існувати. Цілком можливо, що деякі з викопних яєць, знайдених в цьому регіоні, і зазвичай приписується птахоподібним динозаврам, насправді належать цьому птаху. Описаний по трьох, можливо чотирьох, кістках, серед яких тазова кістка і частина стегна.

## Класифікація
Невідомі родичі цієї птиці в багатій крейдяній фауні Північної Америки та Азії. Єдине, що можна вважати це те, що Gargantuavis складають групу ендемічних птахів, яка розвинулася в ізоляції на островах Європи.

## Ресурси Інтернету
- Gargantuavis at Dinodata.org [Архівовано 24 лютого 2012 у Wayback Machine.]

| Гасторніс | Це незавершена стаття про викопних птахів. Ви можете допомогти проєкту, виправивши або дописавши її. |